# Soumagne
Soumagne (en való Soûmagne) és un municipi belga de la província de Lieja a la regió valona.
Al seu territori es troba el túnel de Soumagne (6,4 km), de línia d'alta velocitat Brussel·les-Lieja-Colònia, el túnel ferroviari més llarg de Bèlgica.

## Nuclis
Ayeneux, Cerexhe-Heuseux, Évegnée-Tignée, Melen, Micheroux i Soumagne.